# Franco Albini

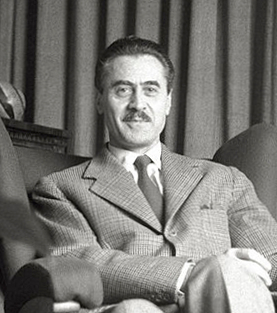
Franco Albini, 1956

Franco Albini, född 17 oktober 1905, död 1 november 1977, var en italiensk arkitekt och formgivare.
Albini var professor i formlära vid Milanos polytekniska högskola 1963-1973. Han var en av de första rationalistiska italienska arkitekterna och ritade också bruksföremål och inredningar. Bland hans mest kända verk märks varuhuset La Rinascente i Rom (1957) och interiören i Milanos tunnelbana (1962-1963).